# ドラヴェイユ
ドラヴェイユ （Draveil）は、フランス、イル＝ド＝フランス地域圏、エソンヌ県のコミューン。

## 地理
パリのノートルダム大聖堂から南東約19km、ブリー地方とセーヌ川谷に挟まれた、森林と農業の行われる台地の上にある。コミューン面積の約53%が農村地域である。コミューン域内にはセーヌ川の湾曲部があり、上流のソワシー＝シュル＝セーヌと下流のヴィニュー＝シュル＝セーヌの間の約7kmの河岸を持つ。コミューン東部のセナールの森には小さなモーペルテュイ川がコミューンの境界線を兼ねて流れ、いくつかの小さな池や湖がある。

## 由来
ドラヴェイユの語源はガリア語のDracvern（『ハンノキの精』を意味する）で、ラテン語ではDravernum、その後Dravellumと記され、1793年にコミューンとなった際、現在のつづりとなった。

## 歴史

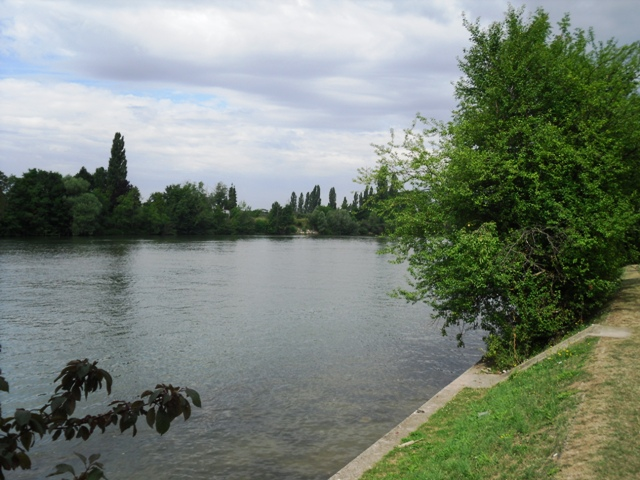
シャンプロゼ地区を流れるセーヌ川

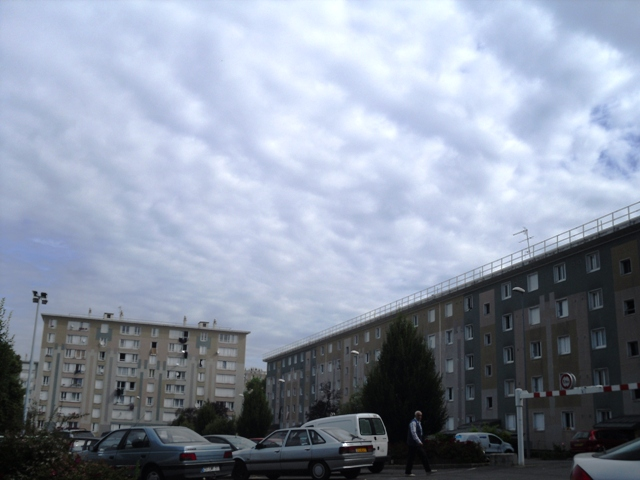
ベルジェリー地区

紀元前4世紀のメンヒルが存在しており、マンヴィル（Mainville）地区での石器や燧石の発見で新石器時代より人が定住していたことが証明された。メロヴィング朝時代にはこの地で硬貨を製造していたとみられ、Dravernoと刻まれた金貨が見つかっている。
最初に地名が公文書に登場したのはダゴベルト1世時代である。王の死によって土地がパリのサント＝ジュヌヴィエーヴ修道院に寄進されると記されていた。732年、修道士がDravernにポワティエ司教聖イレールの聖遺物をもたらした。
1093年、土地は世俗領主や修道院によって分けられていた。当時シャンプロゼ村（Champrosay）の農地はパリのオテル・デュー病院が所有していた。中世以降、ドラヴェイユの土地は、3つの村落に分割されていた。1481年、ルーヴル家がベルジェリー城を建てた。シャンプロゼ村とマンヴィルの住民は、樵やワイン生産農家であった。
18世紀のセナール森はブルボン王家の狩猟地となり、ルイ15世はここでのちの愛妾ポンパドゥール夫人と出会っている。シャルル10世はドラヴェイユに養蚕所をつくった。
19世紀、森と川に挟まれたドラヴェイユはパリのブルジョワ階級のリゾート地となった。彼らはドラヴェイユにヴィッラや農場を建てた。1869年よりムソーやラヴェシエール池から砂採取が始まった。1890年にはフィロキセラの流行で、ドラヴェイユで行われていたワイン製造は途絶えた（19世紀フランスのフィロキセラ禍）。1894年、ドラヴェイユのセーヌ川に初めて橋が架けられた（1940年にフランス軍によって破壊された）。1908年、鉱山労働者たちによる賃上げのストライキが起きた。
1911年、フランス初の田園都市、パリ＝ジャルダンがつくられた。1926年、鉄道療養協会はヴィッラ・ケルミーヌを取得し、健康福祉施設をつくった。第二次世界大戦後、ベルジェリー城は警察官養成施設となった。現在の国立警察学校である。また戦後復興期には住宅団地が次々と誕生した。

## 交通
- 道路 - D448、D31、N6、N7
- 鉄道 - RERおよびパリメトロの駅はない。最寄はTGV、RER C線とRER D線のジュビジー駅
- バス - セナール・バスおよびノクティリアンの路線あり
- 水上輸送 - コミューン西部にあるセーヌの湾曲部は昔から水上輸送の軸となっており、現在もマリーナが2つと造船所が1つある。

## 姉妹都市
- エスモリス、ポルトガル
- ホーヴ、イギリス
- オーバーキルヒ、ドイツ
- パルティノアサ、ルーマニア
- サンダレ、マリ共和国

## 関係者
出身者
居住その他ゆかりある人物
- ラファイエット（軍人、政治家、貴族） - 滞在
- ウジェーヌ・ドラクロワ（画家） - 居住
- イワン・ツルゲーネフ（ロシアの作家） - 居住
- ナダール（写真家、気球乗り、カリカチュアリスト） - 1887-1894年にかけてせナール森にある隠居用のエルミタージュ・ドゥ・ノートルダム＝＝コンソラション (fr) に居住
- エドモン・ド・ゴンクール（作家） - 居住
- アルフォンス・ドーデ（作家） - 居住
- ポール・ラファルグ（批評家、社会主義者） - 同地でカール・マルクス次女で妻のローラ・マルクス (fr) と自殺
- マリー・ローランサン（画家） - 1925年から同地の隠居用の別宅ないしエルミタージュに週末に居住